# ジグ選別機
ジグ選別機（ - せんべつき、英語：Jig concentrators）とは、主に鉱業において鉱物処理に利用される機械であり、鉱石中の粒子を比重の差を利用して選別する。
粒子は通常、破砕しふるい分けすることでその成分によらずほぼ同じ大きさにされ、ジグ選別機の粒子層へ供給される。
ジグ選別機の設計はいくつか種類があるが、基本的な考え方は共通している。
粒子は網を底とした粒子層に供給される。
次に水を断続的に下から上へと流し水位を上昇させる。
これにより粒子は水中へ巻き上げられ、一時的に浮遊する。
続いて水の流れが止まり、水位が下って元にもどる中で、粒子は網の上に再度沈降する。
水中に浮遊して再び網の上に沈降するとき、より比重の大きな粒子ほど速く落下するため、
沈降後の粒子層では下側により比重の大きな粒子が集まる。
こうすることで粒子は比重により濃縮させることができた。
このような粒子層を抜き出すことで、比重により粒子を選別することができた。
鉱業では、より比重の大きなものが、利用したい粒子であることが多く、
それ以外は低比重産物(尾鉱)として廃棄される。
石炭の場合には、比重の小さな粒子が石炭であるため有用であり、混入した岩石は石炭より比重が大きいため、上の説明と逆になる。
つまり、石炭は粒子層の上側に濃縮され、岩石は下側に濃縮される。
粒子層から産物を取り出す方法は、いくつか提案されている。